# Gurli Linder
Ane Gurli Linder (Suécia, 1 de outubro de 1865 — Suécia, 3 de fevereiro de 1947) foi uma escritora e feminista sueca que, no século XIX, esteve ativa na sociedade da época a fim de encorajra mulheres para serem mais envolvidas na cultura.